# Abdelmajid Bouyboud
Abdelmajid Bouyboud, surnommé M'jid, est un footballeur international marocain, né le 24 octobre 1966.

## Biographie
M'jid joue, jusqu'en 1994, au Wydad de Casablanca. Puis, il rejoint le CF Os Belenenses, au Portugal. Il termine sa carrière, en 1999, au Wuhan Hongtao K, en Chine.

## En sélection nationale du Maroc
| Caps | Date       | Match                 | Lieu        | Score        | Compétition     | But |
| ---- | ---------- | --------------------- | ----------- | ------------ | --------------- | --- |
| 1    | 02/09/1990 | Maroc - Mauritanie    | Casablanca  | 4 - 0        | Elim. CAN 1992  |     |
| 2    | 12/09/1990 | Irlande - Maroc       | Dublin      | 1 - 0        | Amical          |     |
| 3    | 13/01/1991 | Maroc – Côte d’ivoire | Rabat       | 3 - 1        | Elim. CAN 1992  |     |
| 4    | 27/01/1991 | Niger - Maroc         | Niamey      | 1 - 0        | Elim. CAN 1992  |     |
| 5    | 04/12/1991 | Maroc - Mali          | Casablanca  | 3 - 0        | Amical          |     |
| 6    | 26/12/1991 | Maroc - Algérie       | Casablanca  | 1 - 1        | Amical          |     |
| 7    | 12/01/1992 | Cameroun - Maroc      | Dakar       | 1 - 0        | CAN 1992        |     |
| 8    | 14/01/1992 | Zaire - Maroc         | Dakar       | 1 - 1        | CAN 1992        |     |
| 9    | 04/10/1992 | Mali - Maroc          | Bamako      | 2 - 1        | Elim. CAN 1994  |     |
| 10   | 11/10/1992 | Maroc - Ethiopie      | Casablanca  | 5 - 0        | Elim. CM 1994   |     |
| 11   | 25/10/1992 | Bénin - Maroc         | Cotonou     | 0 - 1        | Elim. CM 1994   |     |
| 12   | 08/11/1992 | Maroc - Egypte        | Casablanca  | 0 - 0        | Elim. CAN 1994  |     |
| 13   | 20/12/1992 | Tunisie - Maroc       | Tunis       | 1 - 1        | Elim. CM 1994   | 1   |
| 14   | 17/01/1993 | Ethiopie - Maroc      | Addis Abeba | 0 - 1        | Elim. CM 1994   |     |
| 15   | 31/01/1993 | Maroc - Bénin         | Casablanca  | 5 - 0        | Elim. CM 1994   |     |
| 16   | 28/02/1993 | Maroc – Tunisie       | Casablanca  | 0 - 0        | Elim. CM 1994   |     |
| 17   | 04/07/1993 | Zambie - Maroc        | Lusaka      | 2 - 1        | Elim. CM 1994   |     |
| 18   | 17/07/1993 | Sénégal - Maroc       | Dakar       | 1 - 3        | Elim. CM 1994   | 1   |
| 19   | 01/10/1993 | Gabon - Maroc         | France      | 0 - 1        | Amical          |     |
| 20   | 06/02/1994 | Slovaquie - Maroc     | Sharjah     | 1 - 2        | Tournoi EAU     | 1   |
| 21   | 23/02/1994 | Maroc - Finland       | Casablanca  | 0 - 0        | Amical          |     |
| 22   | 23/03/1994 | Luxembourg - Maroc    | Luxembourg  | 1 - 2        | Amical          |     |
| 23   | 01/06/1994 | Canada - Maroc        | Montréal    | 1 - 1        | Amical          |     |
| 24   | 29/06/1994 | Pays Bas - Maroc      | Orlando     | 2 - 1        | C.M 1994        |     |
| 25   | 04/09/1994 | Burkina - Maroc       | Ouagadougou | 2 - 1        | Elim. CAN 1996  |     |
| 26   | 07/11/1994 | Maroc - Cameroun      | Casablanca  | 1 - 1        | Amical          |     |
| 27   | 13/11/1994 | Maroc – Côte d’ivoire | Casablanca  | 1 - 0        | Elim. CAN 1996  |     |
| 28   | 09/04/1995 | Maroc – Burkina       | Casablanca  | 0 - 0        | Elim. CAN 1996  |     |
| 29   | 15/11/1995 | Maroc - Mali          | Rabat       | 2 - 0        | Amical          |     |
| X    | 23/01/1996 | France Oly. - Maroc   | Aix         | 1 - 0        | Amical          |     |
| 30   | 29/08/1996 | Maroc - Zaire         | Settat      | 7 - 0        | Amical          |     |
| 31   | 06/10/1996 | Egypte - Maroc        | Le Caire    | 1 - 1        | Elim. CAN 1998  |     |
| 32   | 09/11/1996 | Maroc – Sierra Leone  | Rabat       | 4 - 0        | Elim. CM 1998   |     |
| 33   | 11/12/1996 | Maroc - Croatie       | Casablanca  | 2 - 2(6 - 7) | Coupe Hassan II |     |
| 34   | 12/01/1997 | Ghana - Maroc         | Kumasi      | 2 - 2        | Elim. CM 1998   |     |

## Palmarès
- Championnat du Maroc
  - Champion : 1990, 1991, 1993
- Coupe du trône
  - Vainqueur : 1994
- Ligue des champions de la CAF
  - Vainqueur : 1992
- Coupe Afro-Asiatique
  - Vainqueur : 1993
- Supercoupe Arabe
  - Vainqueur : 1992
- Supercoupe de la CAF
  - Finaliste : 1993

M'jid connaît, vraisemblablement, sa première sélection, en 1990. En 1992, il participe à la Coupe d'Afrique des nations. L'équipe du Maroc est éliminée dès le premier tour après une défaite, le 12 janvier 1992, face au Cameroun (0-1), puis, un match nul, le 14 janvier 1992, face au Zaïre (1-1). Puis, en 1994, il participe à la Coupe du monde. Les Lions de l'Atlas connaissent le même sort, après trois défaites face à la Belgique (0-1), à l'Arabie saoudite (1-2) et aux Pays-Bas (1-2). Bouyboud ne joue que la dernière rencontre, face aux Néerlandais, dont il dispute la première mi-temps.
En septembre 2008, il était l'adjoint de Aziz Khayati, entraîneur principal, à l'époque, de l'équipe réserve d'Al-Ain Club.